# Chrome V8
Chrome V8, hay đơn giản là V8, là một JavaScript engine mã nguồn mở phát triển bởi The Chromium Project cho trình duyệt web Google Chrome và Chromium. Người sáng lập dự án là Lars Bak. Phiên bản đầu tiên của V8 engine được phát hành cùng lúc với phiên bản đầu tiên của Chrome: 2/9/2008. V8 cũng được dùng trong Couchbase, MongoDB và Node.js (phía máy chủ).
V8 biên dịch JavaScript trực tiếp sang mã máy trước khi thực thi, thay vì các kỹ thuật truyền thống khác như giải mã thông dịch bytecode hoặc biên dịch toàn bộ chương trình sang mã máy và thực thi nó từ một hệ thống tập tin. Mã đã biên dịch được tối ưu hóa bổ sung (và được tối ưu hóa lại) một cách linh động trong thời gian thực thi, dựa trên các chẩn đoán của hồ sơ thực thi của mã. Các kỹ thuật tối ưu hóa được sử dụng bao gồm nội tuyến, xóa bỏ các thuộc tính runtime nặng và bộ nhớ đệm nội tuyến. Bộ gom rác là một bộ thu tăng dần thế hệ.
V8 có thể biên dịch cho các kiến trúc x86, ARM hoặc MIPS ở cả hai phiên bản 32 và 64-bit; cũng như nó đã được port sang cho PowerPC và IBM s390 để dùng trên các máy chủ.

## Lịch sử
Assembler của V8 dựa trên Strongtalk assembler. Ngày 7/12/2010, một nền tảng biên dịch mới mang tên Crankshaft được phát hành, với những cải tiến về tốc độ. Từ phiên bản Chrome 41 năm 2015, dự án TurboFan đã được thêm để cho phép tốc độ nhanh hơn, ví dụ cho asm.js.
Năm 2016, trình phiên dịch Ignition được thêm vào V8 với mục tiêu thiết kế là giảm thiểu việc sử dụng bộ nhớ nhỏ trên điện thoại Android so với TurboFan và Crankshaft.
Năm 2017, V8 được phân phối cùng trình biên dịch pipeline mới, bao gồm Ignition (trình thông dịch) và TurboFan (trình biên dịch tối ưu hóa). Bắt đầu với phiên bản V8 5.9, Full-codegen và Crankshaft không còn được dùng trông V8 để thực thi JavaScript, vì nhóm tin rằng chúng không còn có thể bắt kịp với các tính năng ngôn ngữ JavaScript mới và tối ưu hóa các tính năng đó.

## Sử dụng
V8 được dự định sẽ được sử dụng cả trong trình duyệt và tích hợp vào các dự án độc lập. V8 được sử dụng trong các phần mềm sau:
- Trình duyệt Google Chrome, Chromium, Opera và Vivaldi
- Cơ sở dữ liệu Couchbase
- Node.js (môi trường chạy mã) [17]
- Framework phần mềm Electron, thành phần cơ bản cho trình soạn thảo Atom và Visual Studio Code
- NativeScript, framework nguồn mở để xây dựng các ứng dụng di động bằng JavaScript.[18]
- MarkLogic Server, một cơ sở dữ liệu hướng tài liệu.